# Stéphane Chapuisat
Stéphane Chapuisat (ur. 28 czerwca 1969 w Lozannie) – szwajcarski piłkarz, który występował na pozycji napastnika. W latach 1989–2004 reprezentant Szwajcarii. Uważany za jednego z najlepszych piłkarzy w historii szwajcarskiej piłki nożnej.
W latach 1989–2004 dla Szwajcarii w 103 meczach zdobył 21 goli. Uczestniczył w Mistrzostwach Świata w 1994 oraz w Mistrzostwach Europy w 1996 i 2004.
Chapuisat rozpoczął zawodową karierę w barwach szwajcarskiego klubu Malley LS. W 1987 roku przeniósł się do jednego z najlepszych klubów Szwajcarii Lausanne Sports. W ciągu 3 lat zagrał w 104 meczach tego klubu, zdobywając 36 bramek. Na początku lat 90. przeniósł się do Niemiec, gdzie występował najpierw w Bayerze Uerdingen, a następnie od 1991 w Borussii Dortmund. Zdobył z tym klubem dwa mistrzostwa Niemiec: 1994/1995, 1995/1996, dwukrotnie Superpuchar Niemiec: 1992, 1996 oraz Ligę Mistrzów UEFA w sezonie 1996/1997. W Bundeslidze strzelił 106 goli w 228 spotkaniach. W 1999 Chapuisat postanowił wrócić do Szwajcarii, gdzie grał kolejno w Grasshopper Club, BSC Young Boys i ponownie w Lausanne Sports. W tym ostatnim klubie zakończył karierę w 2006 po sezonie, w którym rozegrał 32 spotkania i zdobył 16 bramek.
Po zakończonej karierze zajął się pracą charytatywną. 10 stycznia 2007 roku we współpracy z FIFA rozpoczął pracę na rzecz rozwoju futbolu wśród dzieci. Obecnie zajmuje się także szkoleniem napastników reprezentacji Szwajcarii U-16 oraz U-17.

## Sukcesy

### Borussia Dortmund
- Mistrzostwo Niemiec: 1994/1995, 1995/1996
- Superpuchar Niemiec: 1992, 1996
- Liga Mistrzów UEFA: 1996/1997
- Puchar Interkontynentalny: 1997

### Grasshopper Club
- Mistrzostwo Szwacjarii: 2000/2001

### Indywidualne
- Król strzelców Swiss Super League: 2000/2001, 2003/2004

### Wyróżnienia
- Piłkarz Roku w Szwajcarii: 1992, 1993, 1994, 2001
- Drużyna sezonu Bundesligi: 1991/1992
- Najlepszy szwajcarski piłkarz 50-lecia UEFA: 2003